# 陳一龍
陳一龍（1534年—？），字見甫，號曹峰，廣東肇慶府高要縣人，民籍，明朝政治人物。

## 生平
嘉靖三十七年（1558年）戊午科廣東鄉試第二十五名舉人。嘉靖四十四年（1565年）中式乙丑科會試第二百五名，三甲第二百二十五名進士。都察院观政，四十五年二月授金华府推官，隆庆三年（1569年）六月调袁州府，四年十月升鎮江府同知，致仕。

## 家族
曾祖陳瑄，省祭官；祖父陳鵬；父陳尚殷，巡檢。母吳氏。弟迪德（庠生）、一鲸、一夔、一蛟。